# Гуэмамдиа, Хайкель
Хайке́ль Гуэмамдиа́ (араб. هيكل قمامدية‎; 11 июня 1981, Гафса) — тунисский футболист, нападающий. В 2005—2007 годах выступал за сборную Туниса.

## Карьера

### Клубная
Гуэмамдиа начал профессиональную карьеру в клубе «Сфаксьен» из города Сфакс в 2000 году, с которым до 2005 года, ему удалось стать победителем Арабской лиги чемпионов в сезоне 2003/04, Чемпионом Туниса в сезоне 2004/05 и обладателем Кубка Туниса в 2004 году. Также, нападающему дважды удалось стать лучшим бомбардиром Чемпионата Туниса в сезонах 2003/04 и 2004/05.
В 2005 году, Хайкель, за 2,5 миллиона евро перешёл во французский клуб «Страсбур», выступавший на тот момент в Лиге 1. Тунисцу не удалось проявить себя во Франции, это замечали и болельщики, постоянно критикуя Гуэмамдиа как игрока. За 3 года, проведённых в клубе, Хайкель вышел на поле всего в 13 играх, в которых не забил ни одного мяча. Из-за невыразительной игры нападающего, он дважды на правах аренды выступал за другие клубы. Ими оказались клуб «Аль-Ахли» из Саудовской Аравии и румынский клуб «Чахлэул». Играя за «Аль-Ахли», Хайкелю удалось стать обладателем Кубка наследного принца Саудовской Аравии в сезоне 2006/07.
В 2008 году контракт со «Страсбуром» был расторгнут и Гуэмамдиа вернулся в «Сфаксьен». Начав выступать за свой прежний клуб, нападающему удалось стать обладателем Кубка Конфедерации КАФ 2008, Кубка Туниса и Кубка Вице-Чемпионов УНАФ в 2009 году.
В 2010 году, Хайкель, на правах аренды играл за ливийский клуб «Аль-Ахли» из города Бенгази.

### В сборной
Хайкель Гуэмамдиа дебютировал в сборной Туниса 26 марта 2005 года в матче отборочного турнира к ЧМ-2006 в зоне КАФ со сборной Малави, выйдя на поле в основном составе. В дебютном для себя матче, уже на 3-й минуте, нападающий забил гол, а его команда выиграла 7:0. Ещё один быстрый гол за сборную, в данном отборочном турнире, Хайкель забил 17 августа 2005 года в матче со сборной Кении, выйдя на поле в основном составе. Мяч был забит на 2-й минуте и остался единственным и победным в игре. За счёт успехов в сборной, Гуэмамдиа был включён в заявку сборной Туниса на Кубок конфедераций 2005, на котором его команда добилась 3-го места в группе A, сыграв 3 игры с Аргентиной (1:2), Германией (0:3) и Австралией (2:0). Хайкелю даже удалось забить гол с пенальти в игре с Аргентиной, но этого оказалось недостаточно и его команда проиграла.
В 2006 году Гуэмамдиа участвовал вместе со сборной в Кубке африканских наций 2006, дойдя со сборной до 1/4 финала, в котором Тунис уступил право на выход в полуфинал в серии пенальти сборной Нигерии (1:1, по пен. 5:6). В этой серии один из голов был забит Хайкелем.
Неожиданно для себя, Гуэмамдиа получил вызов в сборную на Чемпионат мира 2006, заменив в заявке из 23-х игроков Менди Мериа. На ЧМ-2006, Хайкель участвовал лишь в одном матче, который состоялся 19 июня 2006 года, выйдя на замену на 80-й минуте в игре против сборной Испании (1:3).
В 2007 году прекратил выступления за сборную.

## Достижения
«Сфаксьен»
- Победитель Арабской лиги чемпионов: 2003/04
- Чемпион Туниса: 2004/05
- Обладатель Кубка Туниса (2): 2004, 2009
- Обладатель Кубка Конфедерации КАФ: 2008
- Обладатель Кубка Вице-чемпионов УНАФ: 2009

 «Аль-Ахли» (Джидда)
- Обладатель Кубка наследного принца Саудовской Аравии: 2006/07

### Личные
- Лучший бомбардир Чемпионата Туниса (2): 2003/04, 2004/05